# Syndrom toxického šoku
Syndrom toxického šoku (TSS nebo STS) je potenciálně smrtelné onemocnění způsobené bakteriálním toxinem. Různé bakteriální toxiny mohou způsobit různé formy syndromu toxického šoku v závislosti na situaci. Zodpovědné mikroorganismy zahrnují bakterie Staphylococcus aureus, u které je za syndrom toxického šoku zodpovědný enterotoxin B nebo TSST-1 (toxin syndromu toxického šoku) a Streptococcus pyogenes, u které je za syndrom toxického šoku zodpovědný pyrogenní exotoxin. Syndrom toxického šoku způsobený streptokoky je někdy nazýván streptokokový toxický syndrom.